# Oak Hill (Florida)
Oak Hill város az USA Florida államában, Volusia megyében. Lakosainak száma 1986 fő (2020. április 1.).

## Népesség
A település népességének változása:

| 2010 | 1 792 |
| 2020 | 1 986 |